# HACEK
HACEK é um grupo de bactérias gram-negativas de crescimento lento (14 dias), bacilares curtas, flora normal em boca e faringe, e que podem infectar o coração. A sigla representa as seguintes espécies:
- Haemophilus spp
- Aggregatibacter spp (antigamente Actinobacillus)
- Cardiobacterium hominis
- Eikenella corrodens
- Kingella kingae

## Patologias
Essas bactérias são conhecidas por causar endocardite infecciosa (5% dos casos), principalmente em crianças, mas também podem causar as seguintes doenças:
- Abscesso,
- Artrite,
- Bacteremia,
- Conjuntivite,
- Otite média,
- Osteomielite,
- Peritonite,
- Periodontite e,
- Pneumonia.

## Tratamento
O tratamento de escolha para os organismos HACEK na endocardite é uma cefalosporina de terceira geração como a ceftriaxona. A ampicilina(uma penicilina), combinada com uma dose leve de gentamicina (um aminoglicosídeo) é outra opção terapêutica.